# WCBS-TV
WCBS-TVとは、1941年7月1日に創立したアメリカ合衆国・ニューヨーク市を中心としたエリアを対象に放送を行うCBS放送の支局である。
CBS系列で最も大きな支局、且つ同系列のフラッグシップステーション（旗艦局）であり、その歴史も古い。
スタジオはマンハッタンのミッドタウンに設置。電波は同じくマンハッタンのエンパイアステートビルからアナログチャンネル2、デジタルチャンネル36（リモコン番号2）で発信され、衛星放送局ディレクTV、DISH NETWORKからの発信も行っている。キャッチコピーは「We are CBS2」。

## 概要

### 歴史
- WCBS-TVの歴史はCBS放送が1931年7月31日に実験的に開設した支局"W2XAB"にまで遡る。最初の放送はラジオで、ジミー・ウォーカー（ニューヨーク市長）、ケイト・スミス（歌手）、ジョージ・ガーシュウィン（作曲家）を特集したものだった。またテレビ放送を1週間に28時間、それもコンスタントに放送し続けたことはアメリカのテレビ業界に於いて誇るべき事であった。
- 1932年11月3日には大統領選挙を初めてテレビ放送で伝えた。
- 1933年2月20日に一旦放送を中止するが、1940年9月3日にはアメリカ初のカラーテレビ放送で再開。1941年6月24日には民放ライセンスを取得し、W2XABからWCBWと名称を変更、同年7月1日14:30より放送を開始、最初の放送で初めてローカルニュースを放送した。その1時間後にライバル局であったWNBT（以前のW2XBS、現在のWNBC）が2番目に民放ライセンスを取得した。尚、編成が軌道に乗ったのは10月28日の事であった。
- 1942年4月10日には連邦通信委員会よりフルライセンスを取得。1946年11月1日より現在の名称であるWCBS-TVを名乗る。
- ユニーク且つ独特なロゴを保つため、1997年に姉妹局であったKCBS-TV（ロサンゼルス）とWBBM-TV（シカゴ）と同じCBS2を名乗るようになり、CBS系列放送支局を「CBS Mandate」と呼ぶようになる。
- 2001年9月11日の世界貿易センタービル(WTC)崩壊（アメリカ同時多発テロ）の際、同局が電波を発信していたノースタワーが使用不能になったが（WTCはニューヨークの各放送局が電波塔として利用していた為、他局も同じ状況となった）、WCBS-TVはエンパイアステートビルの電波塔をフルに使う事で報道を続けた。またCBS放送のオーナー会社であるViacomのケーブルテレビチャンネルで、元々は音楽専門チャンネルである『VH1』を通じて同時放送を行った。その1ヵ月後、電波塔を失ってしまった他局の為に、各局が新電波塔を見つけるまでの間、エンパイアステートビルの電波塔を貸し出した。

### 沿革
アメリカで初めてローカルニュースのテレビ放送を行うなど（前述）、輝かしい歴史を持つ。アメリカ報道業界のパイオニアであるロバート・トロントはCBS特派員やWCBS-TVメインキャスターとして長年勤務。また、ロバート・ジェンセン（勤務わずか1年目でロバート・ケネディの上院立候補報道で既に名を上げている人物）の手助けによって、1965年にはヨーロッパ特派員として勤務。そのキャリアに磨きをかけた。彼の低い声と立ち振る舞いは名物ジャーナリストであるウォルター・クロンカイトにそっくりであった。噂ではCBSのシチュエーション・コメディ「TVキャスター マーフィー・ブラウン」（1988年）でチャールズ・キンボローが演じた「ジム・ダイル」は彼がモデルだったという。
またニューヨークエリアの政治・経済など、それも徹底した調査やレポートによる硬いニュースを多く報道する局としても知られる。姉妹局のWBBM-TVもこの方法を実践しており、アメリカのローカルニュースを報道する放送局の中で手本ともなっている。
1980年代まではライバルWNBCを大きく引き離し、同時間帯のニュース番組で常にトップの視聴率を誇っていた。この頃の代表的なキャスターとしては、ロナルド・スミス、キャロル・マーティン、ウェザーキャスターのフランク・フィールドとアーヴィン・ギコフスキー（Mr.Gの愛称で知られる）、レポーターのマイケル・マーシュ、トニ・ガイダー、アーノルド・ディアス、スポーツキャスターのワーナー・ウォルフなどがおり、スミスとフィールドはニューヨークテレビ界では伝説ともなっている人物である他、マーティンは初の女性アフリカン･アメリカンのニュースキャスターとしても知られている。
当初はWABC-TVの「Eyewitness News」と競合関係にあり、1970年代には視聴率1位の座を譲り渡した事もあった。この時WCBSのメインキャスターだったジム・ジェンセンとロナルド・スミスは、WABCのロジャー・グリムズビーとビル・ボイテルに真っ向から勝負を挑んだ。その結果1980年になってWABCの勢いは衰えたが、今度はWNBCが17:00のニュースで勢いを見せ始め、新たな敵となった。その後1984年にWNBCから人気ウェザーキャスターだったフランク・フィールドを引き抜いた。この頃からニューヨークの"ビッグ3"は激しい視聴率争いを繰り広げることになった。
1987年にはWABCが絶好調となり、WCBSの視聴率はみるみるうちに降下。1994年には名物キャスターであったジム・ジェンセンをキャスターから外し、「Sunday Edition（日曜特番）」からも降ろした事が論争を巻き起こした。この時ニューヨークのテレビ界でジェンセンは誰よりも長くキャスターを務めた人物であった（後にこの記録はWABCのボイテルとWNBCのスカーバラに破られた）。この解雇はニューヨークで大きな論争を呼んだ（特に1988年に彼のドラッグのリハビリを局がサポートしていた事など）。1995年にはウェスティングハウス・エレクトリック社がオーナーであるCBS放送を買い取ったことにより、さらに多くの人間を解雇することを発表、年末には最終的に倒産した。

### 1996年の大量解雇
1996年10月2日、局は「ニュースチームの改革が必要」として、過去前例の無い抜き打ちによる大量解雇を行った。キャスターであったジョン・ジョンソン、マイケル・マーシュ、トニー・ガイダ、スポーツキャスターのバーニー・スミロヴィッツ、レポーターのレジー・ハリス、ローザンヌ・コレッティ、マギー・ヒッキーの7人を解雇。ジョンソンとマーシュは17:00のニュースを「We'll see you at 11（ではまた11:00に）」と言って番組を終わらせた後、18:00に解雇された。
この解雇劇（解雇を英語ではThe massacreと書き、「大量虐殺」の意味になる）が後になって、視聴率を上げるために実施されたことが明らかになり、またウェスティングハウス社がCBSに歳入をもっと上げるようにプレッシャーをかけていたことが判明した。しかしこれはニュースチームの一つの改革となり、1997年には視聴率が最高潮に達し、局のイメージも変わった。

### その後および現在
2000年にWSVN（マイアミ）でニュースディレクターを務めていたジョエル・チートウッドがWCBSのニュースディレクターに就任。新聞「U.S. News & World Report」やケーブルテレビ「VH1」を駆使し、報道局のイメージ改革をすることを計画。また、タブロイドをニュースに入れ込むこともしばしば見受けられた。またWNYW（ニューヨークにおけるFOX放送の旗艦局）やチートウッドの古巣であるWSVN、ボストンのDHDH-TV等との競合を一旦ストップする。この事は今までのニューヨーク・BIG3のやる事ではなかった為、人々の印象に残る事となった。しかしこの計画は失敗。チートウッドは2002年に局を去り、入れ替わりにWNBCのニュースディレクターだったダイアン・ドクターがその地位に就いた。局はシンプルに「CBS2」と名乗り、タブロイドは徹底的に排除。ドクターは「News for the people」というWNBCと似たスローガンを掲げた。
ドクターの就任後、政治・経済といった硬いニュースに関しても力を付け、その分野において相当評価される局となった。例えばエミー賞受賞経験もあるドキュメンタリー番組「Shame on you」に、1973年から1995年まで同局に勤務したアーノルド・ディアスを復活させた（2005年12月には再び彼はWCBSを去り、WNYWに移籍した）。他にもニューヨークエリアで衛生管理上問題のあるレストランをハイライトする「Eat at Own Your Risk」という番組を立ち上げた。しかし事もあろうにCBS局内のカフェテリアが州の衛生基準（ネズミやゴキブリの存在、品質管理の温度などが問われる）に違反しているという結果が出てしまった。
ドクターの指揮下、このような試みが軌道に乗ってきたにも関わらず、視聴率があまり伸びる事は無く、ドクターは「Shame〜」と「Eat at〜」の番組に関して批判され、2005年5月24日23:00のニュースで俳優・バート・レイノルズとCBSのプロデューサーが問題を起こしたという旨の放送がされ、ドクターは解雇要員の一員になってしまった（その一方、ライバルのWABCとWNBCはアメリカ合衆国下院にて行われていた幹細胞に関する重要な決議を中心に報道）。
2004年5月27日、ドクターは人気スポーツキャスターのワーナー・ウォルフを解雇。3ヶ月前から彼の契約更新が迫っている事は分かっていたが、ウォルフには放送で視聴者にお別れを言うチャンスを与えなかった。これはニューヨークのローカル新聞でこき下ろされ、多くの視聴者から反感の声が寄せられた。ウォルフの代わりには若手のクリス・ラギー（現在「CBS2NEWS at 5:00」のキャスターを務める）が雇われた。
2005年9月22日には新たなドップラー・レーダー塔「Live Doppler 2 Million」の建設に着工。100万ワットの力を持つこの塔は同地域の他のものと比べ遥かに優れた性能を持っていた。しかしこの電波等建設はABCのトークショー「Jimmy Kimmel Live!」やラジオ番組「Opie and Anthony」などに於いて「馬鹿げている」とギャグのネタにされてしまう。この電波塔は2006年に「Live Doppler」と名を変え、「VIPIR」という電波塔も同時に運行されている。尚、レポーターのアサー・チンは中継中に邪魔に入った一般人がこの電波等の事を「Jimmy〜」などを真似て揶揄した事から怒り、放送禁止用語を発言してしまい、解雇された。
2006年4月14日にダイアン･ドクターが同局を去り、ニュースチームは「Shame on you」「Eat at your own risk」などの番組で名を上げ、新しい総合マネージャーになったピーター・ダンを指揮官に置くことを決意（噂によるとドクターはこの方針に反対して局を去ったのだという）。新体制に入った局は今までのキャスターなどの見直しを行い、業界から高評価を得た。ただ、この体制が局の勢いをつけるかどうかは現段階では不透明である。
フィラデルフィアにある姉妹局「KYW-TV」と共同でCBS支局を持たないニュージャージー州の政治討論などを制作、放送している。同州でこのような番組が放送される場合は互いにキャスター、レポーターを派遣できるよう人員を確保し制作を行っている。また両局はニュージャージー州にて報道エリアが重なっている部分があることから、キャスターやレポーターのみならず、中継機材やヘリコプターなども共同で使用する事がある。
2002年から2004年まではYESネットワークがプロデュースするニューヨーク・ヤンキースの独占放送局であったが、2005年にはそれがWWOR-TV（アメリカの新しいテレビネットワーク『MyNetworkTV』の旗艦局）に移り、放送権を失った。
他のCBS系列放送と同様、WCBSもインターネット上のみのニュース番組「CBS2 at your desk」を制作。同番組は平日の9時からでキャスターはモーリス・デュボアとケイト・サリヴァン（この2人のどちらかが登場、2人は『CBS2NEWS this morning』のキャスターでもある）。また、短く編集されたオンライン・ニュース番組が17:00、18:00、23:00にも放送され、こちらはクリティーン・ジョンソン、クリス・ラギー、ジム・ローゼンフィールド、ディーナ・タイラーがキャスターを務める。「CBS2 at your desk」にはLoHud.comと共同で制作されている「LoHud report」というエディションもあり、これはウェストチェスターやローワー・ハドソンリバーの地域のニュースをカバーする「The Journal News」が中心となっている。The Journal NewsはWCBSもウェストチェスター・オフィスとして利用する程のパートナーシップを持っており、18:00のニュースでは30秒間の予告をする時間まで設けられている。
2006年9月には気象予報チームがケーブル・衛星放送局のThe Weather Channelと提携。ケーブルテレビからウェザーキャスターを取り入れ、彼らの持つレーダーなどを共同活用している。
2006年11月には17:00のニュースの総入れ替えが行われ、ロズ・エイブラムスとメアリー・カルヴィに代わり（メアリーは現在週末の18:00・23:00のソロキャスターを担当）、スポーツキャスターであったクリス・ラギーがキャスターになり、そのパートナーとしてNBCから引き抜いたクリスティーン・ジョンソンがキャスターとなった。
2007年に入ってからは、KCBS-TVで活躍していたウェザーキャスターのジョン・エリオットが朝と昼のニュースに雇われた（前任者のアンドレイ・ペンテイは現在WWOR-TVのチーフウェザーキャスターである）。またマイアミで気象予報士をしていたロニー・クインを雇い、彼は現在WCBSでチーフを務めるジョン・ブレラの後釜になると見られている。情報によると長年レポーターを勤めたシンディー・ヒューは2006年4月に迫る契約更新の際、その更新を局は行わない模様である。同じくレポーターであるジョン・スラッテリとルー・ヤングはこの時賃金カットでの契約を結ぶ模様。

## ジャーナリスト一覧

### キャスター
- ディーナ・タイラー(CBS2NEWS Weekday Noon & 6pm)
- ジム・ローゼンフィールド(CBS2NEWS Weekday Noon & 6pm)
- ケイト・サリヴァン(CBS2NEWS this morning)
- モーリス・デュボア(CBS2NEWS this morning)
- クリス・ラギー(CBS2NEWS Weekday 5pm & 11pm)
- クリスティーン・ジョンソン(CBS2NEWS Weekday 5pm & 11pm)
- メアリー・カルヴィ(CBS2NEWS weekend)
- スティーヴ・バートルスタイン（CBS2NEWS Weekend Morning)
- ドン・ダーラー（CBS2NEWS Weekend Evening）

### スポーツキャスター
- サム・ライアン
- デュシス・ロジャース
- ジョン・ディセポロ

### 気象予報士
- エリス・フィンチ
- ロニー・クイン
- ジョン・エリオット

### 主なレポーター
- ティ・ワ・チャン
- パブロ・ガズマン
- マーシャ・クレーマー
- マギー・ヒッキー
- ブレンダン・キーフ
- アンドリュー・カーツマン
- レイド・ランバーティ
- ジェニファー・マクローガン
- ヘイゼル・サンチェス
- クリスティーン・スローン
- スコット・ウェインバーガー
- ルー・ヤング

## 放送地域

### ニューヨーク州
- マンハッタン
- クイーンズ
- ブルックリン
- ブロンクス
- スタテンアイランド
- ウェストチェスター
- ロックランド
- パットナム
- サフォーク
- ナッソー
- オレンジ
- ダッチェス
- アルスター

### ニュージャージー州
- バーゲン
- ハドソン
- パセイック
- ミドルセックス
- モンマス
- オーシャン
- サマセット
- エセックス
- ユニオン
- モリス
- サセックス
- マーサー
- ハンタードン

### コネチカット州
- フェアフィールド
- ニューヘヴン
- リッチフィールド